# Sainte Aprône
Aprône ou Apronie est la sœur de saint Èvre, septième évêque de Toul.

## Biographie
Selon la légende, elle habite avec son frère à Toul où elle mène une vie remarquable et pieuse. Après sa mort, elle se retire à Troyes.
En 963, Gérard de Toul obtient la translation de son corps dans une châsse d'argent dans la cathédrale de Toul « pour servir de protection et de défense aux habitants » selon Elquin. Guillaume précise que cette châsse était un buste « remarquable par sa richesse et donné en 1390 par Vaudric de Vaucouleurs, chanoine de Toul. »
Une relique de sainte Aprône est par la suite donnée à la basilique Saint-Epvre de Nancy. Des miracles lui sont attribués et elle était invoquée pour faciliter les accouchements.
Sa fête est fixée en 1525 localement au 15 juillet, puis déplacée au 19 décembre dans le diocèse de Nancy entre 1860 et 1914.